# Matthias Puhle

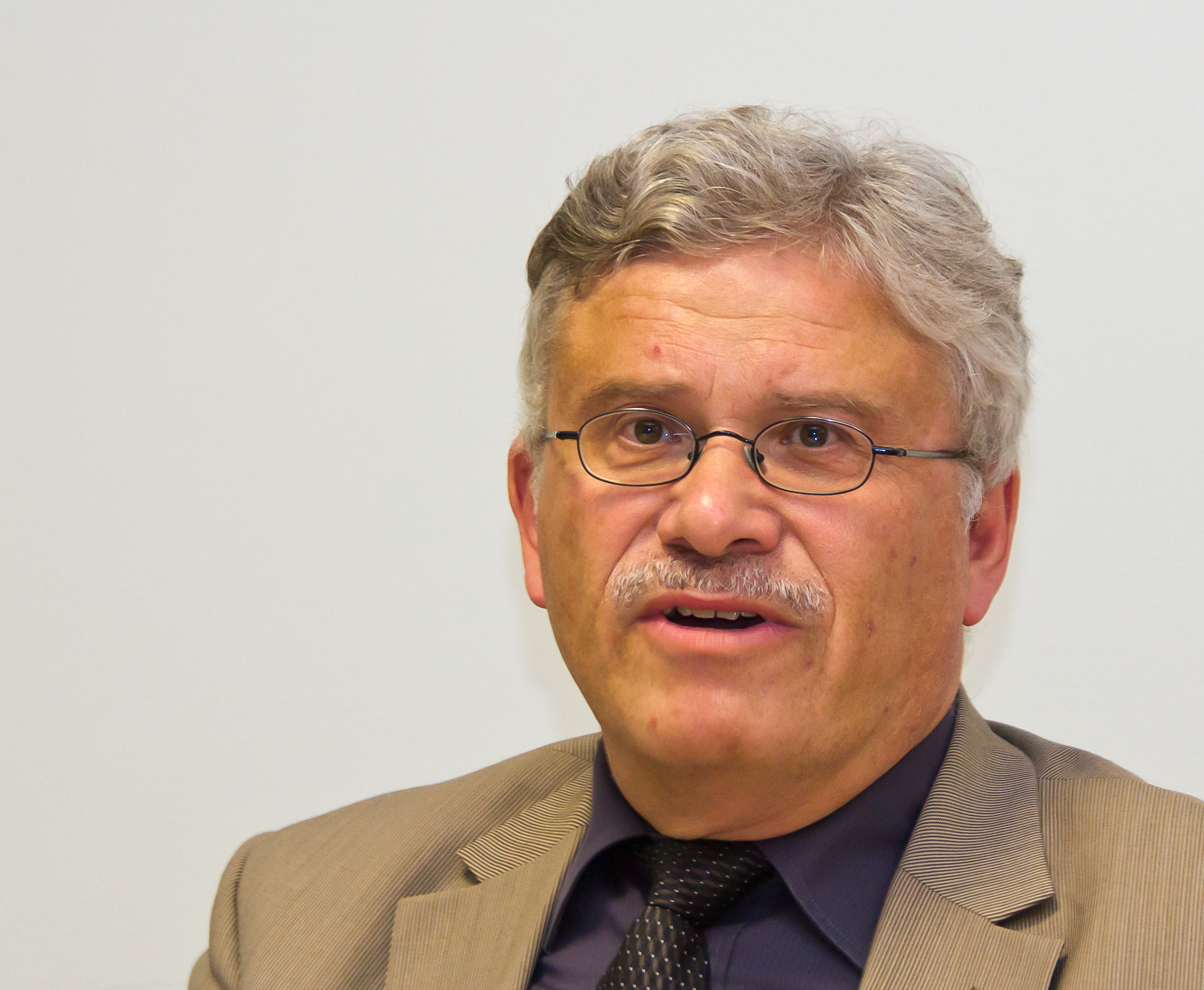
Matthias Puhle, 2012

Matthias Puhle (* 22. Februar 1955 in Braunschweig) ist ein deutscher Historiker und war Kulturbeigeordneter der Stadt Magdeburg.
Nach dem Abitur 1974 in Salzgitter-Bad studierte Matthias Puhle von 1974 bis 1979 an der TU Braunschweig die Fächer Geschichte, Germanistik, Philosophie und Pädagogik. Im Jahr 1984 wurde er bei Norbert Kamp promoviert über das Thema Die Politik der Stadt Braunschweig innerhalb des sächsischen Städtebundes und der Hanse im späten Mittelalter. Ab 1980 war er als wissenschaftlicher Mitarbeiter und ab 1985 als Kustos am Städtischen Museum Braunschweig tätig. Vom 1. Oktober 1991 bis 2012 war er Leitender Museumsdirektor der Magdeburger Museen und Direktor des Magdeburger Kulturhistorischen Museums. Von 2000 bis 2012 war Puhle Vorsitzender des Museumsverbandes Sachsen-Anhalt, von 2010 bis 2012 Vorstandsmitglied im Deutschen Museumsbund. Im Oktober 2002 erhielt Puhle durch den Bundespräsidenten das Bundesverdienstkreuz am Bande für seine wissenschaftliche Ausstellungstätigkeit, besonders für die Europaratsausstellung „Otto der Große, Magdeburg und Europa“, im Jahr 2001 verliehen. Im Jahr 2004 wurde er zum Honorarprofessor im Fach Geschichte an der Otto-von-Guericke-Universität Magdeburg ernannt. Er ist Mitglied der Historischen Kommission für Niedersachsen und Bremen und für Sachsen-Anhalt, im Kuratorium für vergleichende Städtegeschichte der Universität Münster und Vorstandsmitglied im Hansischen Geschichtsverein.
Im Jahr 2009 wurde ihm die Direktion sowohl des Städtischen als auch des Landesmuseums Braunschweig angetragen, die er ausschlug. Von 2012 bis 2014 war Puhle Abteilungsleiter im Kultusministerium Sachsen-Anhalt. Am 22. Mai 2014 wurde er mit 81 % der Stimmen vom Magdeburger Stadtrat zum Beigeordneten für Kultur, Schule und Sport gewählt. Dieses Amt als Leiter des städtischen Kulturdezernats trat er am 1. November 2014 an. Seit 1. Juli 2020 befindet er sich im Ruhestand. Am 24. Februar 2023 wurde er als Beisitzer in den Vorstand der Historischen Kommission für Sachsen-Anhalt gewählt.

## Schriften (Auswahl)
Monografien
- Magdeburg im Mittelalter. Der Weg von der Pfalz Ottos des Großen bis zur Hansestadt um 1500 (= Studien zur Landesgeschichte. Bd. 16). Mitteldeutscher Verlag, Halle (Saale) 2005, ISBN 3-89812-280-8.
- Die Politik der Stadt Braunschweig innerhalb des Sächsischen Städtebundes und der Hanse im späten Mittelalter (= Braunschweiger Werkstücke. Reihe A: Veröffentlichungen aus dem Stadtarchiv. Bd. 20 = Braunschweiger Werkstücke. Bd. 63). Waisenhaus-Buchdruckerei und Verlag, Braunschweig 1985, ISBN 3-87884-026-8 (Zugleich: Braunschweig, Technische Universität, Dissertation, 1984).
- Die Vitalienbrüder. Klaus Störtebeker und die Seeräuber der Hansezeit. 3., erweiterte Auflage. Campus-Verlag, Frankfurt am Main u. a. 2012, ISBN 978-3-593-39801-3.
- Magdeburg. Kleine Stadtgeschichte. Pustet, Regensburg 2018, ISBN 978-3-7917-2993-0.

Herausgeberschaften
- mit Stephan Freund, Gabriele Köster: Des Kaisers letzte Reise. Höhepunkt und Ende der Herrschaft Ottos des Großen 973 und sein (Weiter-)Leben vom Mittelalter bis zur Gegenwart (= Schriftenreihe des Zentrums für Mittelalterausstellungen Magdeburg. Bd. 8). Mitteldeutscher Verlag, Halle (Saale) 2023, ISBN 978-3-96311-780-0.
- mit Gabriele Köster: Otto der Große und das Römische Reich. Kaisertum von der Antike zum Mittelalter. Ausstellungskatalog. Schnell + Steiner, Magdeburg 2012, ISBN 978-3-7954-2491-6.
- Aufbruch in die Gotik. Der Magdeburger Dom und die späte Stauferzeit. Landesausstellung Sachsen-Anhalt aus Anlass des 800. Domjubiläums. 2 Bände. Bd. 1: Essays. Bd. 2: Katalog. Philipp von Zabern u. a., Mainz 2009, ISBN 978-3-8053-4062-5.
- Unerwünscht, verfolgt, ermordet. Ausgrenzung und Terror während der nationalsozialistischen Diktatur in Magdeburg 1933–1945 (= Magdeburger Museumsschriften. Bd. 11). Begleitbuch zur Ausstellung. Magdeburger Museen, Magdeburg 2008, ISBN 978-3-930030-93-4.
- mit Claus-Peter Hasse: Von Otto dem Großen bis zum Ausgang des Mittelalters. 29. Ausstellung des Europarates, Landesausstellung Sachsen-Anhalt. Kurzführer. Sandstein, Dresden 2006, ISBN 3-937602-78-X.
- mit Claus-Peter Hasse: Heiliges Römisches Reich Deutscher Nation 962 bis 1806. Von Otto dem Großen bis zum Ausgang des Mittelalters. 29. Ausstellung des Europarates in Magdeburg und Berlin und Landesausstellung Sachsen-Anhalt. 2 Bände. Bd. 1: Katalog. Bd. 2: Essays. Sandstein, Dresden 2006, ISBN 3-937602-68-2.
- Magdeburg 1200. Mittelalterliche Metropole, preußische Festung, Landeshauptstadt. Die Geschichte der Stadt von 805 bis 2005. Theiss, Stuttgart 2005, ISBN 3-8062-1933-8.
- Otto der Große. Magdeburg und Europa. Kurzführer. von Zabern, Mainz 2001, ISBN 3-8053-2616-5.
- „Dann färbte sich der Himmel blutrot ...“. Die Zerstörung Magdeburgs am 16. Januar 1945. Ausstellung im Kulturhistorischen Museum Magdeburg 1995. 2., durchgesehene Auflage, Magdeburg 1995, ISBN 3-930030-12-8.